# Piletosoma argoponalis
Piletosoma argoponalis là một loài bướm đêm trong họ Crambidae.